# Mikko Kozarowitzky
Michael „Mikko“ Kozarowitzky (* 17. Mai 1948 in Helsinki, Finnland) ist ein ehemaliger finnischer Automobilrennfahrer. Seine bevorzugte Motorsportklasse war die Formel V, daneben trat er 1976 auch in der Formel 2 und 1977 der Formel 1 an, konnte sich jedoch für kein Formel-1-Rennen qualifizieren. Kozarowitzky war nach Leo Kinnunen der zweite finnische Pilot in der Formel-1-Weltmeisterschaft.

## Sportkarriere
In seiner Jugend war Kozarowitzky als Tennisspieler aktiv. 1966 war er Mitglied der finnischen Davis-Cup-Mannschaft.

### Formel V und Super V
Von 1968 bis 1975 engagierte sich Kozarowitzky in der Formel V bzw. in der Super V. Zunächst bestritt er aus finanziellen Gründen jährlich nur wenige ausgewählte Rennen auf dem europäischen Kontinent. 1975 aber erhielt Kozarowitzky Unterstützung aus Deutschland: Der Pfälzer Felgenhersteller ATS, der hier erste Schritte zu einem verkaufsfördernden Motorsportengagement unternahm, finanzierte dem Finnen regelmäßige Einsätze in der europäischen und der US-amerikanischen Super-V-Serie. In Europa konkurrierte Kozarowitzky unter anderem mit den skandinavischen Rennfahrern Keke Rosberg und Eje Elgh. Kozarowitzky gewann 1975 mit einem Auto von Lola den Super-V-Gold-Cup und wurde – jeweils hinter Rosberg – Zweiter in der Castrol GTX-Meisterschaft sowie der Deutschen Super-V-Meisterschaft.

### Formel 2

#### Debüt mit ATS

Debüt mit ATS in der Formel 2

Kozarowitzkys Erfolge in der Super-V-Serie veranlassten den ATS-Inhaber Hans Günter Schmid, mit ihm für die Saison 1976 ein eigenes Team in der Formel-2-Europameisterschaft aufzustellen. Auf diese Weise entstand das ATS Racing Team, das ab 1977 einige Jahre lang an der Formel-1-Weltmeisterschaft teilnahm. Kozarowitzkys Formel-2-Engagement wurde finanziell von der finnischen Niederlassung von Marlboro unterstützt.
Das ATS Racing Team erschien als ATS Wheels in der Formel-2-Saison 1976 mit einem Lola T450. Dabei handelte es sich nach Ansicht von Beobachtern um ein nicht ausgereiftes Auto, mit dem unerfahrene Teams und unerfahrene Rennfahrer überfordert waren. Kozarowitzky fuhr den Lola beim Auftaktrennen, dem Jim-Clark-Gedächtnisrennen auf dem Hockenheimring. Er konnte sich qualifizieren, beendete das Rennen allerdings nicht. Beim nächsten Lauf in Thruxton fiel Kozarowitzky mit einem technischen Defekt aus. Beim dritten Meisterschaftslauf, dem Gran Premio di Roma auf dem Autodromo Vallelunga verpasste er die Qualifikation. Danach trennte sich Kozarowitzky von ATS; seine Nachfolger waren der US-Amerikaner Ted Wentz und der Sportwagenpilot und spätere Teambesitzer von Joest Racing, Reinhold Joest.

#### Project Four Racing
Im Sommer 1976 wechselte Kozarowitzky zu Project Four Racing, einem von Ron Dennis gegründeten und geleiteten Rennstall, der mit Marlboro in Verbindung stand und seit dem Vorjahr an der Formel-2-Europameisterschaft teilnahm. Hier wurde er Teamkollege von Eddie Cheever. Wie Cheever fuhr auch Kozarowitzky einen gebrauchten March 752 mit Hart-Motor. Project Four meldete Kozarowitzky zu drei Meisterschaftsläufen. Bei einem verpasste er die Qualifikation, während er in Rouen und Enna-Pergusa jeweils technisch bedingt ausfiel. Danach beendete Kozarowitzky sein Formel-2-Engagement noch vor dem letzten Saisonrennen.

### Formel 1
Mit Unterstützung von Marlboro Finnland bemühte sich Kozarowitzky für die Saison 1977 um ein Cockpit in der Formel 1. Anfänglich war ein Einsatz im britischen Ensign im Gespräch; hier setzte aber die französische Marlboro-Niederlassung eine Verpflichtung Patrick Tambays durch. Alternativ nahm Kozarowitzky Verhandlungen mit Frank Williams auf, der, nachdem sein früherer Rennstall Frank Williams Racing Cars in Walter Wolf Racing aufgegangen war, Anfang 1977 einen Neustart mit dem Team Williams Grand Prix Engineering unternahm. Williams entschied sich schließlich für den von einer belgischen Brauerei unterstützten Rennfahrer Patrick Nève, der mehr Sponsorengelder mitbrachte. Letztlich ließ sich Kozarowitzky von dem britischen Privatteam RAM Racing verpflichten, das 1976 sieben verschiedene Fahrer zu fünf Großen Preisen gemeldet hatte. RAM Racing setzte 1977 zwei ältere Rennwagen vom Typ March 761 ein (Chassis 761/3 und 761/8). Beide Wagen waren 1976 im March-Werksteam gelaufen und dort jeweils mehrfach bei Unfällen beschädigt worden.
Die ursprüngliche Planung sah vor, dass Kozarowitzky als Stammfahrer von RAM bei jedem europäischen Weltmeisterschaftslauf antreten sollte. Kurzfristig setzte sich allerdings der niederländische Rennfahrer Boy Hayje durch, der im Vergleich zu Kozarowitzky wiederum über mehr Sponsormittel verfügte.
Kozarowitzky wurde schließlich erstmals im sechsten Rennen des Jahres, dem Großen Preis von Schweden 1977, gemeldet. Er erhielt das Chassis 761/8. Kozarowitzky musste das Qualifikationstraining bestreiten, ohne den Wagen zuvor getestet zu haben: RAMs Gründer und Teamchef John Macdonald hatte vorherige Testfahrten aus finanziellen Gründen sowie aus Furcht vor etwaigen Beschädigungen durch den unerfahrenen Kozarowitzky abgelehnt. Im Zeittraining von Anderstorp fuhr Kozarowitzky die langsamste Runde. Seine beste Zeit lag 5,5 Sekunden über der Polezeit von Mario Andretti (Lotus) und 2,6 Sekunden über der für eine Qualifikation notwendigen Zeit. Sein Teamkollege Hayje war zwei Sekunden schneller.
Kozarowitzkys zweite Meldung erfolgte zum Heimrennen des RAM-Teams, dem Großen Preis von Großbritannien. Sein Teamkollege war hier Andy Sutcliffe. Im Zeittraining kam Kozarowitzky bei dem Versuch, in seiner ersten schnellen Runde eine Kollision mit dem langsam fahrenden Hesketh von Rupert Keegan zu vermeiden, von der Strecke ab und prallte in die Seitenbegrenzung. Kozarowitzky brach sich bei dem Aufprall das Handgelenk. RAMs Teamchef John Macdonald ließ Kozarowitzky ungeachtet dessen das Training in Sutcliffes March fortsetzen. Seine Rundenzeit lag mehr als 13 Sekunden über der Polezeit von James Hunt; zur Qualifikation fehlten Kozarowitzky elf Sekunden. Die meisten Beobachter sahen in den geringen Qualitäten des March 761 oder der angeblich unprofessionellen Organisation des RAM-Teams die Schuld für das Scheitern; andere zweifelten an den fahrerischen Fähigkeiten Kozarowitzkys.
Eine weitere Meldung zu einem Formel-1-Rennen gab es nicht. Nach seinem Unfall in Großbritannien fuhr Kozarowitzky nie wieder ein Rennauto.

## Unternehmer
Nach dem gescheiterten Formel-1-Engagement versuchte Kozarowitzky zusammen mit den Rennfahrern Howden Ganley und Tim Schenken, ein Formel-1-Auto für die Saison 1978 zu konstruieren. Das unter dem Namen Tiga Race Cars bekannt gewordene Projekt scheiterte an der mangelnden Finanzierung; Tiga konstruierte stattdessen in der Folgezeit Rennsportwagen, die in kleiner Serie verkauft wurden. Ab 2001 unterhielt Kozarowizky den Rennstall Matson Motorsport, der einige Jahre lang an der deutschen Formel-Volkswagen-Meisterschaft teilnahm. Fahrer war Mikko Kozarowitzkys Sohn Nikolai.

## Rennergebnisse in der Formel 1
| Saison | Team       | Chassis   | Motor        | Rennen | Siege | Zweiter | Dritter | Poles | schn. Rennrunden | Punkte | WM-Pos. |
| ------ | ---------- | --------- | ------------ | ------ | ----- | ------- | ------- | ----- | ---------------- | ------ | ------- |
| 1977   | RAM Racing | March 761 | Cosworth DFV | 0      | –     | –       | –       | –     | –                | –      | -       |

| Saison | 1 | 2 | 3 | 4 | 5 | 6 | 7   | 8 | 9    | 10 | 11 | 12 | 13 | 14 | 15 | 16 | 17 |
| ------ | - | - | - | - | - | - | --- | - | ---- | -- | -- | -- | -- | -- | -- | -- | -- |
| 1977   |   |   |   |   |   |   |     |   |      |    |    |    |    |    |    |    |    |
|        |   |   |   |   |   |   | DNQ |   | DNPQ |    |    |    |    |    |    |    |    |

| Legende  | Legende            | Legende                                                          |
| Farbe    | Abkürzung          | Bedeutung                                                        |
| -------- | ------------------ | ---------------------------------------------------------------- |
| Gold     | –                  | Sieg                                                             |
| Silber   | –                  | 2. Platz                                                         |
| Bronze   | –                  | 3. Platz                                                         |
| Grün     | –                  | Platzierung in den Punkten                                       |
| Blau     | –                  | Klassifiziert außerhalb der Punkteränge                          |
| Violett  | DNF                | Rennen nicht beendet (did not finish)                            |
| Violett  | NC                 | nicht klassifiziert (not classified)                             |
| Rot      | DNQ                | nicht qualifiziert (did not qualify)                             |
| Rot      | DNPQ               | in Vorqualifikation gescheitert (did not pre-qualify)            |
| Schwarz  | DSQ                | disqualifiziert (disqualified)                                   |
| Weiß     | DNS                | nicht am Start (did not start)                                   |
| Weiß     | WD                 | zurückgezogen (withdrawn)                                        |
| Hellblau | PO                 | nur am Training teilgenommen (practiced only)                    |
| Hellblau | TD                 | Freitags-Testfahrer (test driver)                                |
| ohne     | DNP                | nicht am Training teilgenommen (did not practice)                |
| ohne     | INJ                | verletzt oder krank (injured)                                    |
| ohne     | EX                 | ausgeschlossen (excluded)                                        |
| ohne     | DNA                | nicht erschienen (did not arrive)                                |
| ohne     | C                  | Rennen abgesagt (cancelled)                                      |
| ohne     | keine WM-Teilnahme |                                                                  |
| sonstige | P/fett             | Pole-Position                                                    |
| sonstige | 1/2/3/4/5/6/7/8    | Punktplatzierung im Sprint-/Qualifikationsrennen                 |
| sonstige | SR/kursiv          | Schnellste Rennrunde                                             |
| sonstige | *                  | nicht im Ziel, aufgrund der zurückgelegten Distanz aber gewertet |
| sonstige | ()                 | Streichresultate                                                 |
| sonstige | unterstrichen      | Führender in der Gesamtwertung                                   |